# Titularbistum Mylasa
Mylasa (ital.: Milasa) ist ein Titularbistum der römisch-katholischen Kirche. 
Es geht zurück auf einen untergegangenen Bischofssitz in der antiken Stadt Mylasa in der kleinasiatischen Landschaft Karien. Der Bischofssitz war der Kirchenprovinz Stauropolis zugeordnet.
| Titularbischöfe von Mylasa |                                     |                                                                                          |                   |                    |
| Nr.                        | Name                                | Amt                                                                                      | von               | bis                |
| 1                          | Santo de Inzillo                    |                                                                                          | 15. November 1728 |                    |
| 2                          | José González de Cándamo y Cauniego | Weihbischof in San Cristóbal de la Habana (Kuba)                                         | 3. Juli 1798      | 12. September 1801 |
| 3                          | József Boltizár                     | Weihbischof in Esztergom (Ungarn)                                                        | 24. August 1875   | 17. Mai 1905       |
| 4                          | Manuel San Román y Elena            | Weihbischof in Burgos Apostolischer Administrator von Calahorra und La Calzada (Spanien) | 12. Juli 1908     | 29. August 1911    |
| 5                          | José María Caro Rodríguez           | Apostolischer Vikar von Tarapacá (Chile)                                                 | 5. Januar 1912    | 14. Dezember 1925  |
| 6                          | Francis Martin Kelly                | Weihbischof in Winona (USA)                                                              | 22. März 1926     | 10. Februar 1928   |
| 7                          | Lorenzo Balconi PIME                | Apostolischer Vikar von Hanchung (Republik China)                                        | 18. Februar 1928  | 3. August 1939     |
| 8                          | John Francis O’Hara CSC             | Bischof des US-amerikanischen Militärordinariats (USA)                                   | 11. Dezember 1939 | 10. März 1945      |
| 9                          | James Louis Connolly                | Koadjutorbischof von Fall River (USA)                                                    | 7. April 1945     | 17. Mai 1951       |
| 10                         | Peregrin de la Fuente Néstar OP     | Prälat von Batanes und Babuyan-Inseln (Philippinen)                                      | 2. Juli 1951      | 14. Mai 1966       |